# Captain Cook Hotel
Het Captain Cook Hotel is een hotel op Kiritimati in de Line-eilanden (Kiribati). Het was het eerste hotel dat gebouwd werd op het eiland en werd vernoemd naar Captain James Cook, die het eiland ontdekte in 1777. Het hotel werd in 1975 gebouwd op een voormalige Britse militaire basis en is volledig in handen van de regering van Kiribati.
Het hotel heeft 24 kamers en de douches worden verwarmd met behulp van zonne-energie. Alle kamers liggen op de begane grond van de twee vleugels van het hotel en bieden toegang tot een binnenplaats met uitzicht op de Grote Oceaan.